# Linha Dom José
Linha Dom José é a localidade mais desenvolvida do município de Caxambu do Sul, no estado de Santa Catarina. Está localizada a seis quilômetros da sede, nas coordenadas -27º 08' 03" e -52º 54' 41", a uma altitude média de 372 (dados obtidos através do Google Maps).
Seu surgimento deu-se a partir da década de 1930, com a vinda imigrantes italianos oriundos do estado do Rio Grande do Sul, mais precisamente dos municípios de Marau, Palmeira das Missões e Erechim.
A localidade desenvolveu-se muito entre 1960 e 1980 mas, com a alteração no traçado da rodovia SC-283 por outro trajeto, a localidade deixou de prosperar e diminuiu significativamente a parcela de sua população. 
Na década de 1960 a localidade já contava com boa infraestrutura, tais como hotel, restaurantes, lojas, posto de combustível, madeireiras e serrarias e, atualmente, a maior parte desta infra-estrutura não existe mais.
Atualmente o local ainda conta com uma escola de educação básica, E.E.B. Adele Faccin Zanuzzo, antiga Escola Básica Professor José Beviláqua, algumas lojas de comércio, pavilhão comunitário e é habitado por cerca de 80 famílias. O centro da vila está pavimentado, mas a localidade ainda não foi elevada à condição de distrito de Caxambu do Sul.